# 涇陽県
涇陽県（けいよう-けん）は中華人民共和国陝西省咸陽市に位置する県。

## 行政区画
- 街道:涇干街道
- 鎮:永楽鎮、雲陽鎮、橋底鎮、王橋鎮、口鎮、三渠鎮、高荘鎮、太平鎮、崇文鎮、安呉鎮、興隆鎮、中張鎮